# Ettore Rossi (architetto)
Ettore Rossi (Fano, 28 febbraio 1894 – Modena, 25 marzo 1968) è stato un architetto e dirigente sportivo italiano.

## Biografia
Diplomatosi con lode all'Accademia di belle arti di Roma, ottenne nel 1914 un pensionato di architettura presso la Scuola Archeologica Italiana di Atene, dove fu il primo membro a partire dal 1915.
Durante la prima guerra mondiale fu ufficiale d'artiglieria, guadagnò una medaglia d'argento ed una di bronzo al valore militare.
Tornato agli studi, si dedicò poi alla libera professione di architetto.
A partire dal 1928 costruì per conto dell'ONMI l'Istituto per ragazze madri, la Casa della Madre e del Bambino e l'Istituto di Puericultura. Vinse poi il concorso nazionale per il progetto di Ospedale tipo della Marina da Guerra.
Aderente alla corrente del razionalismo, nel 1936 fu chiamato assieme a Pagano, Piacentini, Piccinato e Vietti per l'elaborazione del piano regolatore del futuro EUR, allora noto come E42. Introdusse in Italia la progettazione dei moderni ospedali a monoblocco con andamento verticale (in sostituzione degli ospedali a padiglioni); dal 1936 al 1943 fu membro del Consiglio Superiore di Sanità. Vinse numerosi concorsi nazionali, tra cui quelli per i Policlinici di Viterbo, Modena e Bolzano e della Casa Littoria di Roma.
Nel secondo dopoguerra progettò l'Ospedale civile di Alessandria, la Clinica ostetrico-ginecologica dell'Università di Genova (1951), l'Ospedale Maggiore di Vercelli (1962), l’Astanteria Martini di Torino, la Colonia sanatoriale di Coredo, la Clinica pediatrica dell'Università di Torino, l'Ospedale geriatrico di Verona, l’Ospedale Magalini di Villafranca, la Casa di Cura Valduce di Como, l'Ospedale Satellite di Borgo Roma a Verona, l'Ospedale al Mare di Venezia, l'Albergo Bernini di Roma, le Case-albergo di Milano e molte altre opere, tra cui padiglioni per esposizioni internazionali.

### Produzione artistica

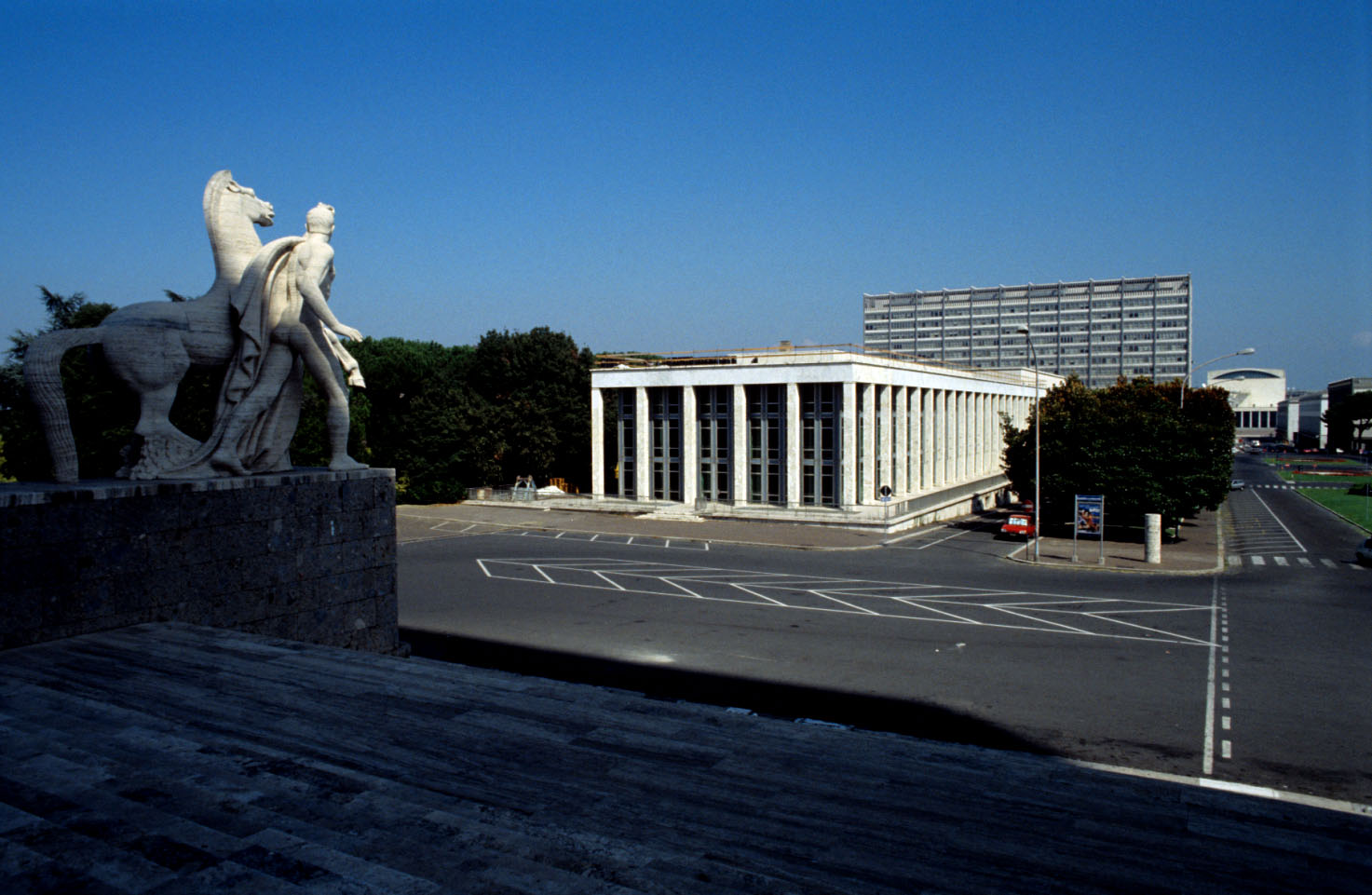
Il Palazzo dell'ex Ristorante ufficiale dell'ente EUR Roma 1941 progettato da Ettore Rossi

Tra le sue opere architettoniche si annoverano il Policlinico di Modena il cui progetto è del 1933 ma che, per le vicende belliche, venne poi realizzato, sempre con Ettore Rossi come direttore dei lavori, tra il 1951 e il 1963. Tra i suoi primi lavori, la sede del Reale Circolo Canottieri Tevere Remo (di cui era socio), realizzata nel 1930, il complesso per la ristorazione dell'EUR, noto come "Ristorante Ufficiale", destinato ad accogliere i locali per la ristorazione di tutto il personale dell'Ente Autonomo (che aveva lo scopo di sovrintendere alla realizzazione dell'Esposizione Universale, la quale si sarebbe dovuta tenere nel 1942) nonché la "Casa albergo" in via Lazzaretto a Milano, completata nel 1948
A lui si deve anche l'edificio dell'Opera Nazionale Maternità e Infanzia di Monterotondo, un progetto pilota partito nel 1936 e curato nei minimi particolari: l'architetto ne disegnò i mobili e creò all'esterno dei terrazzamenti destinati ad orto.

### Commissario del CONI e della FIGC sotto la RSI
Dopo l'8 settembre 1943 l'Italia rimase spaccata a metà. A sud le truppe statunitensi risalivano la penisola mentre al nord nasceva la Repubblica Sociale Italiana (RSI) che nominava Ettore Rossi "Commissario del CONI" il 2 ottobre 1943: il 23 novembre trasferì a Venezia la sede del Comitato Olimpico e, nello stesso giorno, dispose lo scioglimento di tutto il Direttorio della FIDAL (sostituito solo l'anno successivo); nel 1944 trasferì la sede a Milano. Il 18 marzo del 1944 fu sostituito da Puccio Pucci.
Quale commissario del CONI Rossi si autonominò commissario della FIGC e da Venezia riorganizzò i campionati calcistici. Con il primo comunicato ufficiale datato 27 novembre 1943 il Commissario ripristinò i campionati ufficiali stabilendo che i Direttori di Zona avrebbero gestito dei campionati regionali misti su due livelli: da una parte un campionato misto definito di "Divisione Nazionale" in cui sarebbero state inserite le società di Serie A, Serie B e Serie C ed un livello inferiore, il "campionato misto di zona" a cui avrebbero preso parte le squadre di Prima Divisione e anche quelle della Sezione Propaganda (squadrette dei campionati provinciali) rimaste attive.
Anche i campionati della Sezione Propaganda furono riorganizzati malgrado le notevoli difficoltà (troppo pochi i campi sportivi agibili perché il Regime ne aveva riciclati molti come "orti di guerra"). Laddove fu possibile organizzare i campionati "ragazzi" si impose il vecchio limite di età dei 18 anni non compiuti: nati dopo il 1º gennaio 1927. Milano organizzò 2 gironi di 7 squadre ciascuno e furono diverse le società che usufruivano del campo "Falck" di Sesto San Giovanni perché era uno dei pochi con impianto di riscaldamento autonomo per poter fare la doccia dopo la partita.
Cessò dalle cariche il 14 marzo 1944, quando Puccio Pucci divenne il nuovo commissario del CONI, e dopo un interregno della Consulta di quattro mesi ci fu la nomina di Ferdinando Pozzani a Presidente effettivo della FIGC. I periodo di Rossi alla guida del CONI e della FIGC nel Nord Italia non sono, tuttavia, riconosciuti come validi dallo Stato italiano in quanto avvenuti sotto un governo non legittimo.